# Arabische baden van Ronda

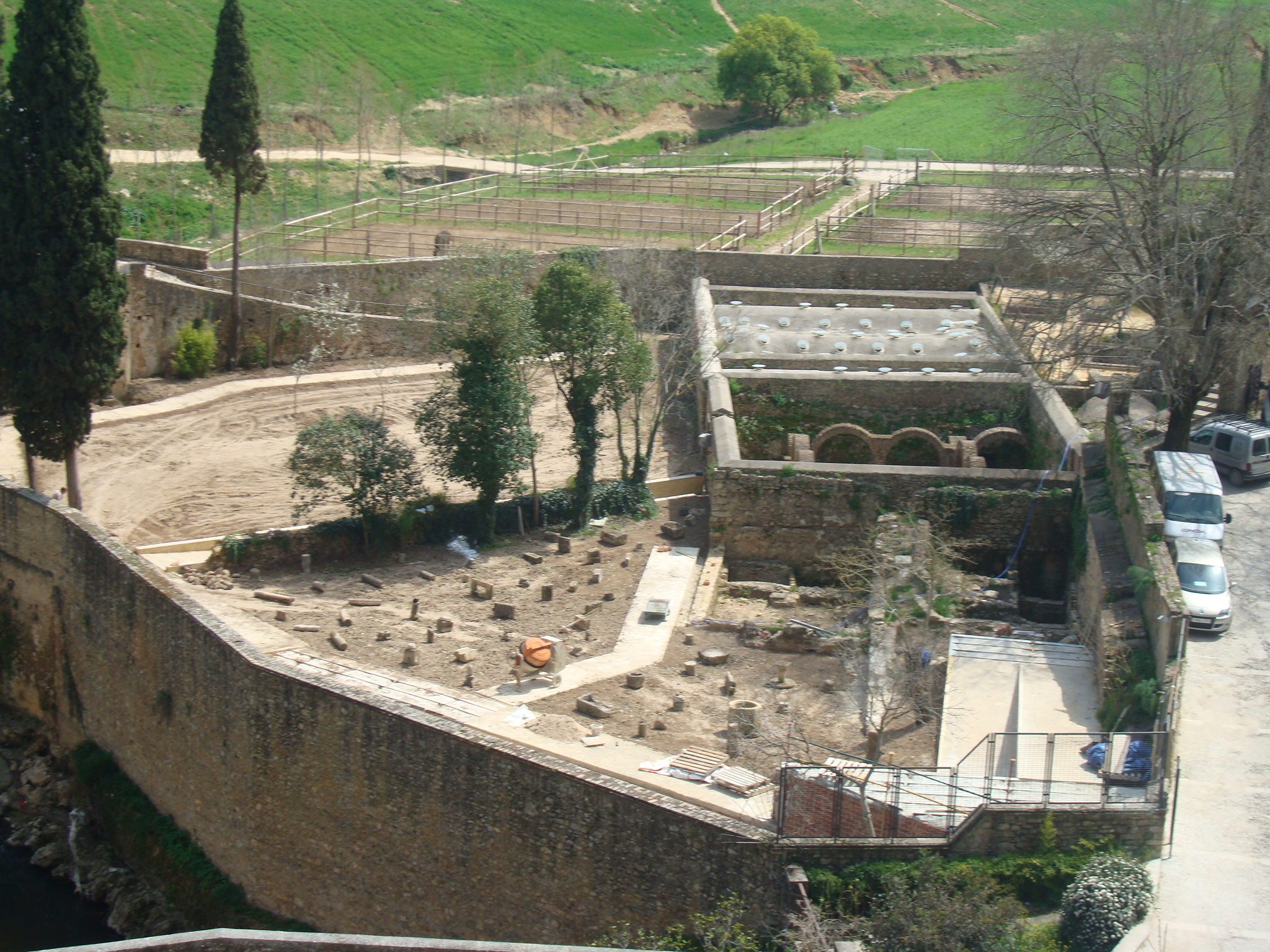
Ruïnes van de Arabische baden van Ronda

De Arabische baden van Ronda (Spaans: Los baños árabes de Ronda) zijn badhuizen uit de periode van de overheersing door de Almohaden over Ronda in de Spaanse provincie Málaga. Ze dateren uit de 12e of 13e eeuw.
De Arabische baden van Ronda zijn de best bewaard gebleven badhuizen op het Iberisch Schiereiland. Ze bevonden zich in de voorstad van het islamitische Ronda (Arrabal Bajo of Cutiderías) dat toen nog de leerlooierswijk van de stad was. Vanaf de Reconquista werd deze wijk San Miguel genoemd. De Arabische baden waren waarschijnlijk de belangrijkste badhuizen van de stad. Het water uit de Guadalevín werd in de badhuizen gebracht via een klein aquaduct en een waterrad. De verwarming werkte op dezelfde manier als bij de Romeinse baden (thermen), alhoewel men hier enkel de stoom gebruikte, het water zelf werd niet verwarmd. Qua opbouw verschillen de Arabische baden nauwelijks van dergelijke gebouwen; ze bestaan uit drie badzones (koud, lauw en warm), een waterrad, een ontvangstruimte, een kleedkamer en een stookketel.